# هری استایلز (آلبوم)
هری استایلز (به انگلیسی: Harry Styles) نخستین آلبوم استودیویی و نام‌بخش از خواننده و ترانه‌نویس اهل بریتانیا هری استایلز است. این آلبوم در ۱۲ مه ۲۰۱۷ توسط کلمبیا رکوردز منتشر شد. این اولین آلبوم استودیویی هری استایلز خارج از گروه وان دایرکشن است.
اولین تک‌آهنگ از این آلبوم با نام «نشانه زمان» در ۷ آوریل ۲۰۱۷ منتشر شد.